# 2. Lig 2017
La 2. Lig 2017 è stata l'8ª edizione del campionato di football americano di secondo livello in Turchia, organizzato dalla TBSF.

## Squadre partecipanti
| Club                     | Città          | Stadio | Sponsor ufficiale | Risultato nella stagione 2016 |
| ------------------------ | -------------- | ------ | ----------------- | ----------------------------- |
| Anadolu Rangers          | Eskişehir      |        |                   |                               |
| Antalyaspor              | Adalia         |        |                   |                               |
| Bandırma Jets            | Bandırma       |        |                   |                               |
| Ege Dolphins             | Smirne         |        |                   |                               |
| Istanbul Hammers         | Istanbul       |        |                   |                               |
| Kocaeli Sharks           | Kocaeli        |        |                   |                               |
| Kocatepe Victory Walkers | Afyonkarahisar |        |                   |                               |
| Mersin Mustangs          | Mersin         |        |                   |                               |
| Okan Huskies             | Istanbul       |        |                   |                               |
| ÖzÜ Wolves               | Istanbul       |        |                   |                               |
| Sabancı Seahawks         | Istanbul       |        |                   |                               |
| Selçuk Kartallar         | Konya          |        |                   |                               |
| Uludağ Timsahlar         | Bursa          |        |                   |                               |

## Stagione regolare

### Calendario

#### 1ª giornata
| Bursa 4 marzo 2017, ore 20:30 | Uludağ Timsahlar | v – p | Istanbul Hammers | Büyükşehir Belediyesi Fethiyespor Tesisleri |

| Bandırma 5 marzo 2017, ore 14:00 | Bandırma Jets | 12 – 26 | ÖzÜ Wolves |  |

| Kocaeli 5 marzo 2017 | Kocaeli Sharks | 67 – 0 | Okan Huskies |  |

#### 2ª giornata
| Istanbul 11-12 marzo 2017 | Sabancı Seahawks | 0 – 34 | ÖzÜ Wolves |  |

| Istanbul 11-12 marzo 2017 | Okan Huskies | v – p | Istanbul Hammers |  |

| Bandırma 11 marzo 2017, ore 15:00 | Bandırma Jets | 6 – 28 | Uludağ Timsahlar |  |

| Eskişehir 11 marzo 2017, ore 21:00 | Anadolu Rangers | 47 – 6 | Ege Dolphins |  |

| Mersin 12 marzo 2017, ore 16:00 | Mersin Mustangs | v – p | Selçuk Kartallar |  |

| Afyonkarahisar 12 marzo 2017, ore 16:00 | Kocatepe Victory Walkers | 6 – 16 | Antalyaspor |  |

#### 3ª giornata
| Istanbul 25-26 marzo 2017 | Istanbul Hammers | p – v | Kocaeli Sharks |  |

| Konya 25-26 marzo 2017 | Selçuk Kartallar | 20 – 30 | Kocatepe Victory Walkers |  |

| Mersin 25 marzo 2017, ore 14:00 | Mersin Mustangs | 13 – 20 | Anadolu Rangers |  |

| Bandırma 25 marzo 2017, ore 15:30 | Bandırma Jets | 36 – 8 | Okan Huskies |  |

| Bursa 26 marzo 2017, ore 20:30 | Uludağ Timsahlar | 33 – 14 | Sabancı Seahawks |  |

#### 4ª giornata
| Bursa 1º-2 aprile 2017 | Uludağ Timsahlar | 38 – 20 | ÖzÜ Wolves |  |

| Istanbul 1º-2 aprile 2017 | Okan Huskies | 0 – 54 | Sabancı Seahawks |  |

| Konya 1º-2 aprile 2017 | Selçuk Kartallar | 6 – 32 | Antalyaspor |  |

| Smirne 1º-2 aprile 2017 | Ege Dolphins | p – v | Mersin Mustangs |  |

| Kocaeli 1º aprile 2017, ore 13:00 | Kocaeli Sharks | 26 – 22 | Bandırma Jets |  |

| Eskişehir 2 aprile 2017 | Anadolu Rangers | 66 – 16 | Kocatepe Victory Walkers |  |

#### 5ª giornata
| Istanbul 15 aprile 2017 | ÖzÜ Wolves | ? – ? | Okan Huskies |  |

#### Recuperi 1
| Bandırma 23 aprile 2017, ore 16:00 | Bandırma Jets | 42 – 0 | Istanbul Hammers |  |

#### 6ª giornata
| Istanbul 29-30 aprile 2017 | Sabancı Seahawks | 29 – 51 | Istanbul Hammers |  |

| Afyonkarahisar 29-30 aprile 2017 | Kocatepe Victory Walkers | 0 – 20 | Ege Dolphins |  |

| Istanbul 29-30 aprile 2017 | Okan Huskies | ? – ? | Uludağ Timsahlar |  |

| Istanbul 29-30 aprile 2017 | ÖzÜ Wolves | 12 – 28 | Kocaeli Sharks |  |

| Adalia 29-30 aprile 2017 | Antalyaspor | ? – ? | Mersin Mustangs |  |

#### Recuperi 2
| Eskişehir 6 maggio 2017, ore 13:00 | Anadolu Rangers | 36 – 0 | Selçuk Kartallar |  |

#### 7ª giornata
| 13-14 maggio 2017 | Istanbul Hammers | 7 – 44 | ÖzÜ Wolves |  |

| Mersin 13-14 maggio 2017 | Mersin Mustangs | 36 – 16 | Kocatepe Victory Walkers |  |

| Kocaeli 13-14 maggio 2017 | Kocaeli Sharks | 29 – 26 | Uludağ Timsahlar |  |

| Adalia 13-14 maggio 2017 | Antalyaspor | 14 – 34 | Anadolu Rangers |  |

| Adalia 13-14 maggio 2017 | Ege Dolphins | ? – ? | Selçuk Kartallar |  |

| 13 maggio 2017, ore 20:00 | Sabancı Seahawks | 26 – 20 | Bandırma Jets |  |

#### Recuperi 3
| Smirne 21 maggio 2017 | Ege Dolphins | 0 – 6 | Antalyaspor |  |

| Kocaeli 23 maggio 2017 | Kocaeli Sharks | 26 – 14 | Sabancı Seahawks |  |

### Classifiche
Le classifiche della regular season sono le seguenti:
- PCT = percentuale di vittorie, G = partite giocate, V = partite vinte,  P = partite perse, PF = punti fatti, PS = punti subiti

#### Gruppo A
| Pos. | Squadra          | PCT   | G | V   | N   | P   | PF    | PS    |
| ---- | ---------------- | ----- | - | --- | --- | --- | ----- | ----- |
| 1    | Kocaeli Sharks   | 1.000 | 6 | 6   | 0   | 0   | 176+? | 74+?  |
| 2    | Uludağ Timsahlar | ?     | 6 | 4+? | 0   | 1+? | 125+? | 69+?  |
| 3    | ÖzÜ Wolves       | ?     | 6 | 3+? | 0   | 2+? | 136+? | 85+?  |
| 4    | Bandırma Jets    | .333  | 6 | 2   | 0   | 4   | 138   | 114   |
| 5    | Sabancı Seahawks | .333  | 6 | 2   | 0   | 4   | 137   | 164   |
| 6    | Istanbul Hammers | .167  | 6 | 1   | 0   | 5   | 58+?  | 115+? |
| ?    | Okan Huskies     | ?     | 6 | 1+? | 0+? | 3+? | 8+?   | 157+? |

#### Gruppo B
| Pos. | Squadra                  | PCT   | G | V   | N   | P   | PF   | PS   |
| ---- | ------------------------ | ----- | - | --- | --- | --- | ---- | ---- |
| 1    | Anadolu Rangers          | 1.000 | 5 | 5   | 0   | 0   | 203  | 49   |
| 2    | Mersin Mustangs          | ?     | 5 | 3+? | 0+? | 1+? | 49+? | 36+? |
| 3    | Antalyaspor              | ?     | 5 | 3+? | 0+? | 1+? | 68+? | 46+? |
| 4    | Kocatepe Victory Walkers | .200  | 5 | 1   | 0   | 4   | 68   | 158  |
| ?    | Ege Dolphins             | ?     | 5 | 1+? | 0+? | 3+? | 26+? | 53+? |
| ?    | Selçuk Kartallar         | ?     | 5 | 0+? | 0+? | 4+? | 26+? | 98+? |

## Spareggi promozione
| 3 giugno 2017, ore 16:00 | Anadolu Rangers | 46 – 8 | Uludağ Timsahlar |  |

| 10 giugno 2017 | Kocaeli Sharks | 7 – 26 | Mersin Mustangs |  |

## Verdetti
- Anadolu Rangers e  Mersin Mustangs promossi in 1. Lig 2018